# 徐大同
徐大同（1928年9月—2019年6月9日），天津人，中华人民共和国政治学家、法学家，中國人民大學、北京大學、天津师范大学教授。中国政治学会副会长、天津市政治学会会长、第六届全国人大代表、第八届天津市政协委员。
他与中山大学的夏书章、吉林大学的王惠岩、苏州大学的丘晓和北京大学的赵宝煦并称为中国政治学界“五老”。

## 生平
1928年，徐大同生於天津，父親是天津有名的票友，因此從小養成對京劇的愛好。抗戰期間，家裡遷往英租界。1942年，小學畢業後投考工商附中，還加入了校內的京劇團。
1949年3月，進入華北大學學習，7月，畢業後參與籌辦人民大學，在蘇聯專家謝米利亨的指導下學習馬克思主義法學。1950年秋，在人大法律系任教，教“國家與法的理論”。1958年，參加龍觀鄉的辦人民公社運動，12月，返校參加資產階級法權問題研究。1960年10月，到丰台看丹人大農場下放勞動。1961年4月，從農場回學校，調入國際政治系，和劉佩鉉、朱一濤、崔富清等人同事，研究西方政治思想史。1970年，到江西五七幹校勞動鍛煉，1972年，返京後，因為人民大學撤銷，所以人大國政系轉去北大國政系。北大時期，主要是搞運動，到北京汽車製造廠等地宣講“儒法鬥爭”。1978年6月，因為家庭原因調入天津師範學院（现天津师范大学）政教系工作。1985年，加入中國共產黨。1989年初，從師大退休。